# Édouard Louis Joseph Empain

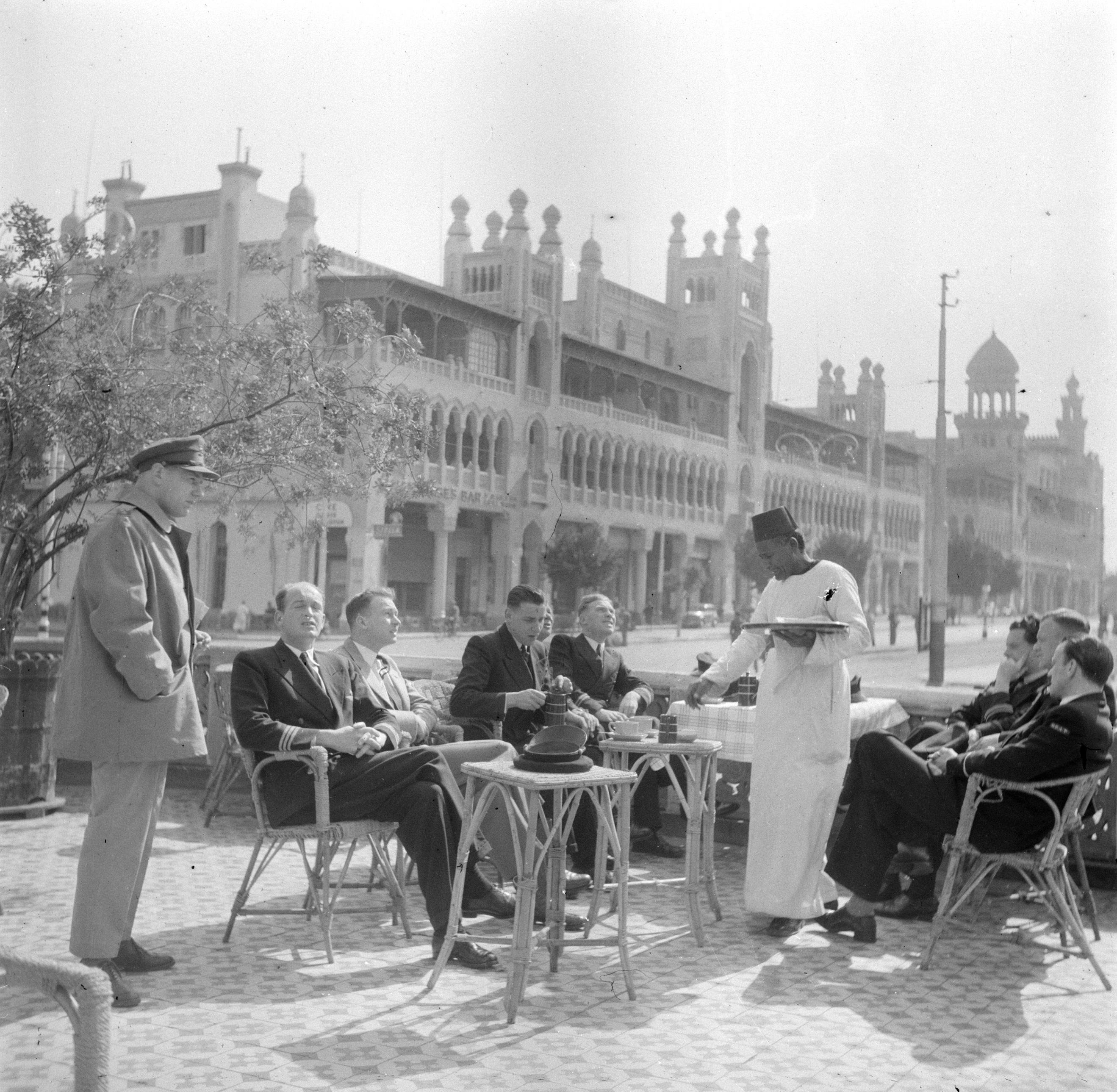
Terrazza della caffetteria "Groppi-al-Korba" su via Ibrahim al-Lakani ad Eliopolis quartiere cairota realizzato dal Barone Empain, circa 1925. Egitto.

Édouard Louis Joseph Empain (Belœil, 20 settembre 1852 – Woluwe, 22 luglio 1929) è stato un ricco ingegnere ed imprenditore belga, nonché un appassionato egittologo.

## Gioventù
Empain nacque a Belœil, in Belgio, da un insegnante, François Julien Empain, e da sua moglie Catherine Solivier. Divenne un uomo d'affari col fratello François ed altri membri della famiglia, racimolando una grande fortuna.
Empain iniziò la propria carriera come disegnatore presso una compagnia metallurgica, la Société métallurgique, nel 1878, venendo coinvolto nella costruzione di una ferrovia quando notò che l'infrastruttura dei trasporti della regione era inadeguata. Dopo il successo riscosso in Belgio con la linea Liegi-Jemeppe, assieme ai suoi soci sviluppò numerose altre linee in Francia, tra cui la creazione della metropolitana di Parigi.
Essendosi accorto che i suoi progetti industriali dipendevano troppo dalle banche, nel 1881 fondò una propria banca, la banca Empain, che in seguito divenne la Banque Industrielle Belge. Il gruppo di ditte Empain si espanse velocemente per tutto il decennio del 1890, costruendo linee tramviarie urbane in tutta Europa, in Russia, in Cina, nel Congo Belga ed a Il Cairo, in Egitto. Non volendo dipendere neanche dai produttori di elettricità, Empain aprì anche numerose compagnie elettriche per fornire elettricità ai propri progetti.

## Egitto
Édouard Empain giunse in Egitto nel gennaio del 1904, per gestire uno dei progetti della propria ditta chiamata S.A. des Chemins de Fer de la Basse-Egypte, riguardante la costruzione di una linea ferroviaria tra Mansura (sul Nilo) e Matariya (sulla riva opposta del lago Manzala rispetto a Porto Said). Nonostante non fosse riuscito ad accaparrarsi l'appalto, Empain, innamorato del deserto, rimase in Egitto.

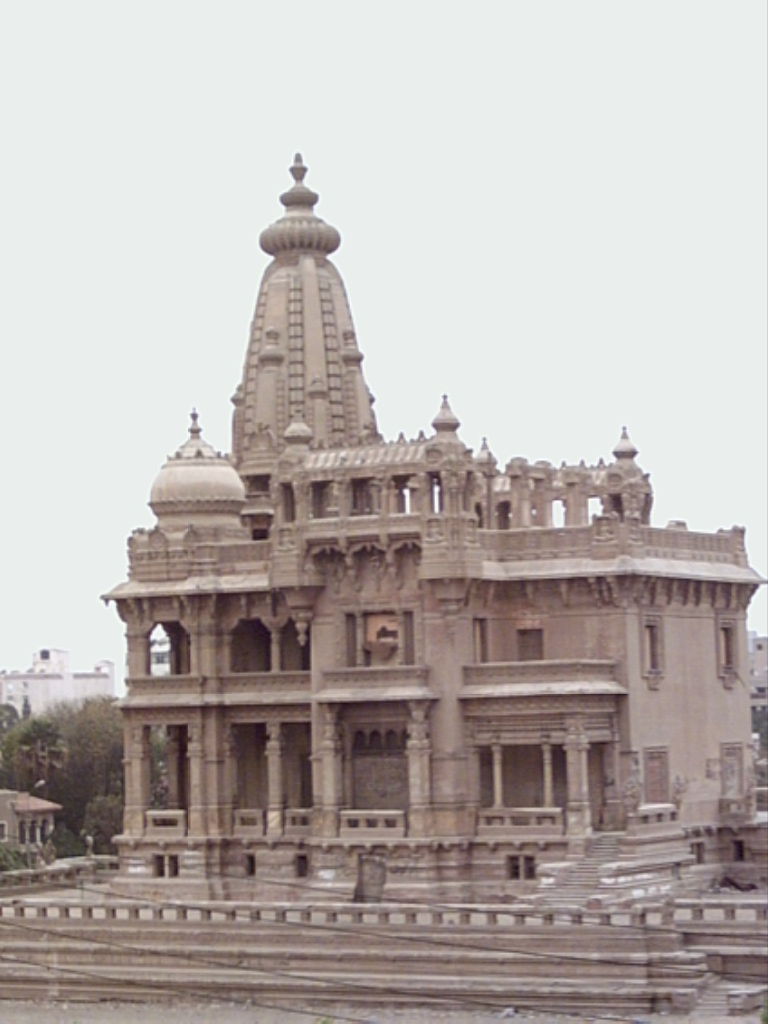
Palazzo Edouard Empain (Qasr Al Baron), Eliopolis, Cairo, Egitto.

Nel 1906 Empain creò la Cairo Electric Railways and Heliopolis Oases Company, la quale acquistò per pochi soldi dal governo coloniale una grande striscia di deserto (25 km²) a nord-est del Cairo. A partire dal 1906-07 questa società iniziò la costruzione della nuova città di Eliopolis, nel deserto, a 10 chilometri dal centro del Cairo.
Fu concepita come "città del lusso e del divertimento", con grandi strade e fornita di tutte le possibili infrastrutture: acqua, fognature, elettricità ed hotel, come l'Heliopolis Palace Hotel o Palazzo di el-Orouba (palazzo presidenziale dell'ex presidente Hosni Mubarak) e Heliopolis House, e centri ricreativi tra cui un campo di golf, un circuito per le corse ed un parco. Esistevano anche case in affitto, scuole e biblioteche.
Fu una scommessa vinta: Eliopoli aveva 28.500 abitanti nel 1930; e 50.000 durante la seconda guerra mondiale. 
Heliopolis divenne il quartiere preferito da molti stranieri: francofoni, armeni e greci.

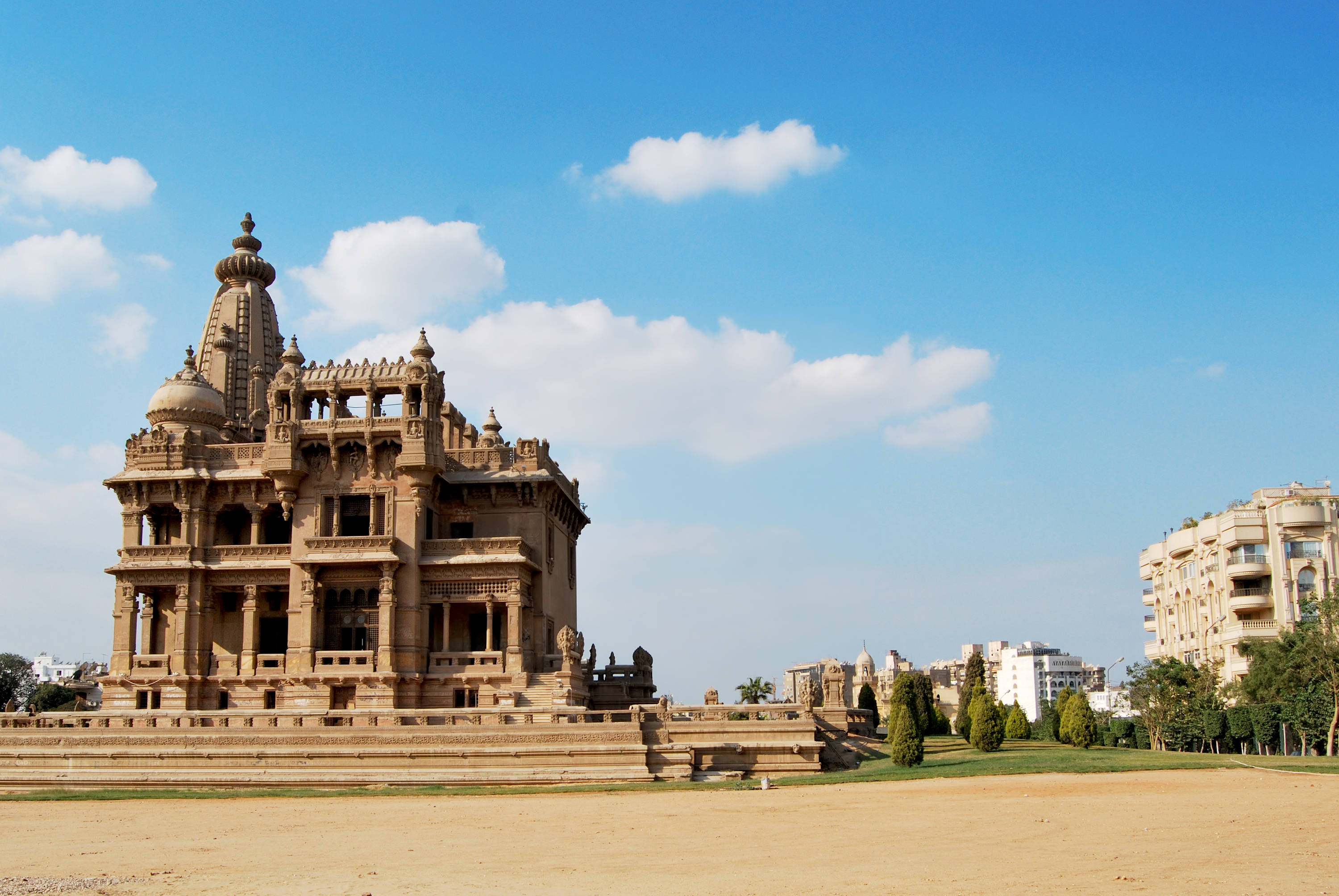
Lato opposto del Palazzo Edouard Empain (Qasr Al Baron) ad Heliopolis, Il Cairo, Egitto.

Ora il barone Empain è forse più conosciuto da chi visita l'Egitto per il palazzo (Palais Hindou) da lui costruito nell'Avenue des Palais (rinominata in via Orouba durante l'epoca di Nasser) di Eliopolis, Il Cairo. Ispirato dall'Angkor Wat cambogiano e dai templi hindu di Orissa, il Palazzo Edouard Empain (Qasr Al Baron), progettato dall'architetto francese Alexandre Marcel (1860–1928) e decorato da Georges-Louis Claude (1879–1963), fu completato nel 1911.
Nel 1905 Empain aiutò il governo belga nell'acquisto di una mastaba dell'Antico Regno per il museo reale di Bruxelles, di cui era benefattore. Nel 1907 ricevette il titolo di barone, e suggerì all'egittologo belga Jean Capart di scavare ad Eliopolis, dove stava costruendo degli edifici. Permise anche a Capart di acquistare alcuni ottimi reperti per conto del museo egizio di Bruxelles.

## Vecchiaia
Durante la prima guerra mondiale ricevette il grado di generale, e diresse la produzione di armamenti a Parigi e Le Havre per conto dell'esercito belga.
Morì a Woluwe, in Belgio, e fu sepolto nella Basilica di Nostra Signora di Heliopolis (nota come La Basilique Notre-Dame d'Héliopolis) ad Eliopolis.
Il suo titolo di barone fu ereditato dal figlio Jean Emplain, il quale sposò un'attrice statunitense di burlesque, Rozell Rowland (chiamata a volte Rozelle Rowland). Vissero spesso ad Eliopolis. Egli, a sua volta, fu succeduto dal figlio Édouard-Jean Empain.

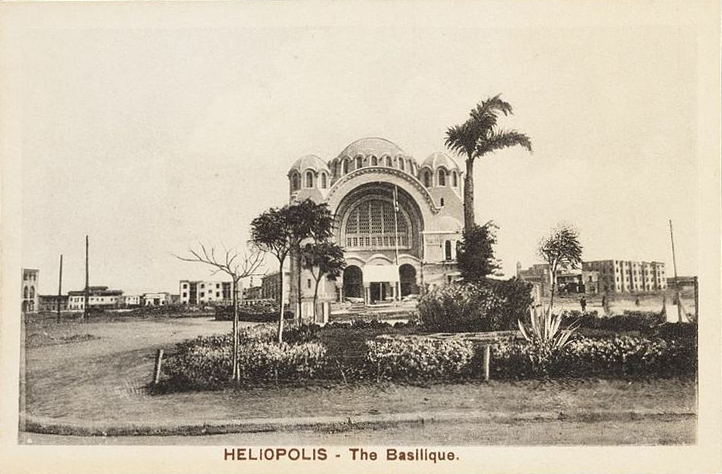
Basilica di Nostra Signora di Heliopolis, Il Cairo, Egitto.